# Fenerbahçe Spor Kulübü 2018-2019 (pallacanestro maschile)

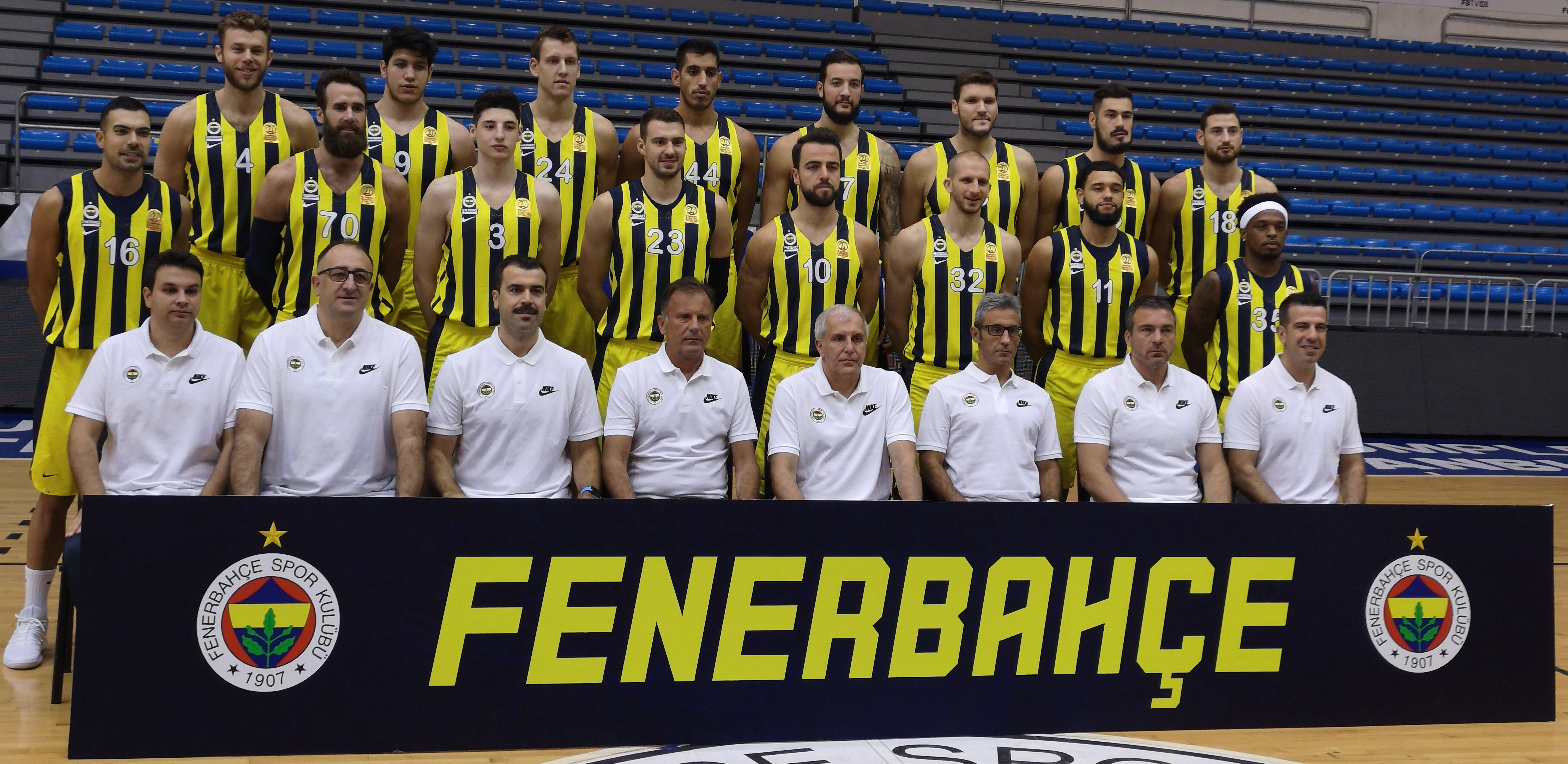
2018-19 Fenerbahçe

Questa voce raccoglie le informazioni riguardanti il Fenerbahçe Spor Kulübü nelle competizioni ufficiali della stagione 2018-2019.

## Stagione
La stagione 2018-2019 del Fenerbahçe è la 53ª nel massimo campionato turco di pallacanestro, la Basketbol Süper Ligi.
All'inizio della nuova stagione la Federazione decise di modificare il regolamento riguardo al numero di giocatori stranieri consentiti per ogni squadra che così venne ridotto a cinque.

## Roster
Aggiornato al 14 luglio 2018.
| Fenerbahçe 2018-19 | Fenerbahçe 2018-19 |
| Giocatori          | Staff tecnico      |
| ------------------ | ------------------ |

| N. | Naz.                                                 | Ruolo | Nome                 | Anno | Alt.   | Peso   |  |
| -- | ---------------------------------------------------- | ----- | -------------------- | ---- | ------ | ------ |  |
| 1  | Stati Uniti (bandiera)                               | P     | Erick Green          | 1991 | 193 cm | 84 kg  |  |
| 3  | Turchia (bandiera)                                   | G     | Ergi Tirpanci        | 2000 | 200 cm | 93 kg  |  |
| 4  | Italia (bandiera)                                    | AG    | Nicolò Melli         | 1991 | 205 cm | 107 kg |  |
| 5  | Turchia (bandiera)                                   | AG    | Barış Hersek         | 1988 | 208 cm | 104 kg |  |
| 8  | Turchia (bandiera)                                   | PG    | Ekrem Sancakli       | 2001 | 189 cm |        |  |
| 10 | Turchia (bandiera)                                   | G     | Melih Mahmutoğlu (C) | 1990 | 191 cm | 85 kg  |  |
| 11 | Canada (bandiera)                                    | P     | Tyler Ennis          | 1994 | 190 cm | 88 kg  |  |
| 12 | Serbia (bandiera)                                    | AP    | Nikola Kalinić       | 1991 | 203 cm | 101 kg |  |
| 13 | Bosnia ed Erzegovina (bandiera) · Turchia (bandiera) | AG    | Tarik Biberović      | 2001 | 201 cm | 95 kg  |  |
| 16 | Grecia (bandiera)                                    | PG    | Kōstas Sloukas       | 1990 | 190 cm | 95 kg  |  |
| 18 | Turchia (bandiera)                                   | AP    | Egehan Arna          | 1997 | 203 cm | 93 kg  |  |
| 23 | Serbia (bandiera)                                    | GA    | Marko Gudurić        | 1995 | 199 cm | 91 kg  |  |
| 24 | Rep. Ceca (bandiera)                                 | AC    | Jan Veselý           | 1990 | 213 cm | 110 kg |  |
| 32 | Turchia (bandiera)                                   | G     | Sinan Güler          | 1983 | 192 cm | 95 kg  |  |
| 35 | Stati Uniti (bandiera) · Turchia (bandiera)          | PG    | Ali Muhammed         | 1983 | 178 cm | 73 kg  |  |
| 44 | Giordania (bandiera) · Turchia (bandiera)            | C     | Ahmet Düverioğlu     | 1993 | 210 cm | 121 kg |  |
| 70 | Italia (bandiera)                                    | AP    | Luigi Datome         | 1987 | 203 cm | 98 kg  |  |
| 77 | Francia (bandiera)                                   | C     | Joffrey Lauvergne    | 1991 | 211 cm | 100 kg |  |

| Allenatore |
| - Željko Obradović |
| Assistente/i |
| - Vladimir Androić - Erdem Can - Josep Maria Izquierdo - Berkay Oğuz Legenda - (C) Capitano - (IN) Inattivo - Infortunato Roster |

## Mercato

### Sessione estiva
| Acquisti | Acquisti          | Acquisti          | Acquisti      | Acquisti |
| R.a      | Nome              | da                | Modalità      |          |
| -------- | ----------------- | ----------------- | ------------- | -------- |
| C        | Joffrey Lauvergne | San Antonio Spurs | definitivo    |          |
| P        | Tyler Ennis       | L.A. Lakers       | definitivo    |          |
| AG       | Tarik Biberović   | Spars Sarajevo    | definitivo    |          |
| GA       | Jordan Minčev     | Akademik Sofia    | fine prestito |          |

| Cessioni | Cessioni       | Cessioni           | Cessioni          | Cessioni |
| R.       | Nome           | a                  | Modalità          |          |
| -------- | -------------- | ------------------ | ----------------- | -------- |
| AC       | Jason Thompson | Sichuan B. Whales  | fine contratto    |          |
| PG       | Brad Wanamaker | Boston Celtics     | fine contratto    |          |
| AP       | James Nunnally | Minnesota T'wolves | fine contratto    |          |
| GA       | Jordan Minčev  | İstanbul B.B.      | prestito          |          |
| P        | Berk Uğurlu    | Karşıyaka          | riscatto prestito |          |

### Dopo l'inizio della stagione
| Acquisti | Acquisti    | Acquisti   | Acquisti        | Acquisti   |
| R.       | Nome        | da         | Data            | Modalità   |
| -------- | ----------- | ---------- | --------------- | ---------- |
| P        | Erick Green | Free agent | 26 ottobre 2018 | definitivo |

| Cessioni | Cessioni | Cessioni | Cessioni | Cessioni |
| R.       | Nome     | a        | Data     | Modalità |
| -------- | -------- | -------- | -------- | -------- |